# 静岡県立大学の人物一覧
静岡県立大学の人物一覧（しずおかけんりつだいがく の じんぶついちらん）は、静岡県立大学、および、その前身の静岡薬科大学、静岡女子大学、静岡女子短期大学に関係する人物の一覧記事。

## 著名な教職員
複数の学部・研究科・研究院に所属する教職員は、本務である学部・研究科・研究院に記載している。

### 学部

#### 薬学部
- 浅井知浩（教授） - 細胞生物学・薬物送達学
- 安倍道治（客員教授） - 薬務行政
- 石川智久（教授） - 薬理学
- 板井茂（名誉教授・客員教授） - プレフォーミュレーション・製剤設計・ドラッグデリバリーシステム
- 伊藤邦彦（教授） - 医療系薬学
- 伊藤由彦（講師） - 薬物動態学・薬効解析学
- 伊藤四十二（名誉教授） - 臓器薬品化学・生理化学
- 稲井誠（准教授） - 有機合成化学・医薬化学
- 井上和幸（准教授） - 医療系薬学
- 今井康之（学長） - 免疫学・糖鎖生物学・生化学
- 岩本憲人（講師） - 有機化学・薬化学
- 上尾庄次郎（名誉教授） - 天然物化学・植物塩基化学
- 鵜飼貞二（名誉教授） - 薬化学
- 内田信也（教授） - 臨床薬物動態学・臨床薬理学・臨床製剤学
- 梅本英司（教授） - 免疫学・微生物学
- 江上寛通（准教授） - 有機合成化学・有機金属化学・触媒化学
- 大橋若奈（准教授） - 免疫学・分子生物学・腸内細菌学・実験動物学
- 奥直人（名誉教授） - 腫瘍生化学・薬物送達学・核医学
- 長田裕之（特任教授） - ケミカルバイオロジー
- 尾上誠良（教授・言語コミュニケーション研究センター副センター長） - ペプチド科学・薬剤科学
- 賀川義之（特任教授・副学長） - 臨床薬剤学・臨床薬物動態学
- 刀坂泰史（准教授） - 分子細胞生物学・生化学
- 金子雪子（講師） - 薬理学・糖尿病学
- 菅敏幸（名誉教授） - 天然物全合成、有機合成化学・医薬品化学・化学生物学
- 岸本真治（講師） - 天然物化学
- 木下俊也（客員教授） - 薬学キャリアデザイン
- 木村俊秀（准教授） - 薬理学・分子糖尿病学・生化学・分子生物学・細胞生物学
- 木村良平（名誉教授） - 生物薬剤学
- 黒川洵子（教授） - 薬理学、性差薬学・薬効安全性学・細胞生理学
- 小出裕之（准教授） - 薬物送達学・高分子化学
- 小菅卓夫（名誉教授） - 天然物化学
- 小林裕和（客員教授） - 植物分子遺伝学
- 近藤啓（教授） - 製剤学・DDS・新規剤形開発
- 迫和博（客員教授） - 実践薬学
- 佐藤秀行（准教授） - 動態制御・薬剤学
- 佐藤道大（准教授） - 天然物化学・生物有機化学
- 菅谷純子（名誉教授） - 病態生化学・臨床検査学・遺伝子診断学・薬物動態学
- 鈴木康夫（名誉教授） - 生化学・ウイルス学
- 關屋實（名誉教授） - 薬品製造化学
- 高橋忠伸（准教授） - 生化学・糖鎖生物学・ウイルス学・分子生物学
- 滝田良（教授） - 有機化学
- 出川雅邦（名誉教授） - 衛生化学・分子毒性学・薬物代謝学
- 寺尾知可史（特任教授） - 遺伝統計学・臨床免疫学
- 轟木堅一郎（教授・附属図書館長） - 分析化学
- 冨田勲（名誉教授） - 衛生化学
- 中山貢一（名誉教授） - 薬理学
- 並木徳之（名誉教授） - 医療薬学・臨床製剤学
- 橋本博（教授・副学部長） - 構造生物学・タンパク質結晶学
- 濱島義隆（教授） - 有機合成化学・触媒化学・医薬化学
- 林英作（名誉教授） - 有機化学
- 原雄二（教授） - 生理学・細胞生物学・生物物理学
- 廣部雅昭（名誉教授） - 薬品代謝化学
- 松本亮（名誉教授） - 生化学
- 眞鍋敬（教授・薬学研究院長[注釈 1]） - 有機化学
- 三浦基靖（講師） - 臨床薬物動態学・臨床薬理学・医療薬学
- 宮道悦男（名誉教授） - 薬品化学
- 三輪匡男（名誉教授） - 病態生化学・臨床化学・臨床検査学
- 村田敏郎（名誉教授） - 薬物動態学・生物薬剤学
- 森潔（特任教授） - 薬理学・一般内科学・腎臓病学・分子生物学
- 森本達也（教授） - 臨床病態学・一般内科学・循環病学・臨床薬理学・分子生物学・細胞生物学
- 横田正實（名誉教授） - 中医学・病院薬学・社会薬学
- 吉成浩一（教授・学部長） - 衛生化学・薬物代謝学・毒性学
- 吉村文彦（准教授） - 有機合成化学・天然物化学
- 米澤正（講師） - 薬物送達学・脂質生化学
- 渡辺賢二（教授） - 天然物有機化学

#### 食品栄養科学部
- 雨谷敬史（教授） - 大気環境・環境化学・環境分析
- 新井映子（名誉教授） - 調理科学・食品加工学
- 新井英一（教授） - 臨床栄養学・病態生化学
- 井口和明（客員研究員） - 免疫化学・ペプチド化学・内分泌生理学
- 伊勢村護（名誉教授） - 構造生物化学・細胞生物学
- 市川陽子（教授・キャリア支援センター副センター長） - フードマネジメント・実践栄養学
- 伊藤圭祐（准教授） - 食品機能開発化学・ペプチド機能工学・味覚科学
- 伊藤創平（准教授） - 蛋白質工学・構造生物学
- 伊吹裕子（教授・学部長） - 毒性学・細胞生物学
- 岩堀惠祐（客員教授） - 環境工学・水質管理工学
- 内薗耕二（名誉教授） - 生理学
- 内田邦敏（准教授） - 生理学・感覚生理学・薬理学・イオンチャネル
- 海野けい子（客員准教授） - ストレス生物学・老化生化学
- 江木正浩（教授） - 有機合成化学・天然物化学・遷移金属化学
- 江口智美（講師） - 調理科学・食品物性学
- 大石悦男（名誉教授） - 有機合成化学
- 大島寛史（名誉教授） - 食品栄養科学・腫瘍生化学・がん予防学・がん分子疫学
- 大原裕也（助教） - 分子生物学・分子遺伝学・内分泌学・脂質生物学・昆虫生理学
- 小國伊太郎（名誉教授） - 農芸化学
- 貝沼やす子（名誉教授） - 食生活学
- 神谷眞太郎（名誉教授） - 農芸化学
- 河原崎泰昌（准教授） - 農芸化学・生物工学・分子生物学・応用生物科学
- 木苗直秀（名誉教授） - 食品衛生学・食品安全学
- 串田修（准教授） - 公衆栄養学
- 熊澤茂則（教授） - 食品分析化学・食品機能化学
- 栗木清典（教授） - 栄養疫学・分子疫学・臨床疫学・予防医学・公衆衛生学
- 桑野稔子（教授） - 栄養教育・健康教育・実践栄養学
- 小林公子（教授・副学長・男女共同参画推進センター副センター長） - 生物学・人類遺伝学
- 小林亨（教授） - 生殖生物学
- 坂田昌弘（名誉教授） - 環境化学・地球化学
- 下位香代子（名誉教授・客員教授） - 生化学・生体機能学・環境トキシコロジー
- 下山田真（教授） - 食品加工学・食品工学
- 榛葉良之助（名誉教授） - 農芸化学
- 相馬光之（名誉教授） - 分析化学・物理化学
- 高瀬幸子（名誉教授） - 栄養生理学
- 竹石桂一（名誉教授） - 分子生物学・食品科学
- 谷晃（教授） - 植物大気学・大気環境学・農業環境工学・生態工学・農業気象学
- 谷幸則（教授） - 環境微生物学・環境化学・陸水学
- 田村謙太郎（准教授） - 植物生理学・植物分子細胞生物学
- 角替弘規（教授） - 教育社会学・教育学
- 冨田多嘉子（名誉教授） - 生物薬学・生物環境学
- 永井大介（准教授） - 高分子合成・高分子化学・環境化学
- 中野祥吾（准教授） - 酵素化学・構造生物学・計算化学・バイオインフォマティクス
- 林久由（准教授） - 生理学
- 原清敬（教授） - 生化学・応用微生物学・生物工学・合成生物学
- 鮒信学（准教授） - 応用微生物学・天然物化学・代謝工学
- 保坂利男（教授・健康支援センター長） - 糖尿病・代謝栄養・内分泌
- 星猛（名誉教授） - 生理学
- 細岡哲也（准教授） - 栄養学・代謝学・糖尿病学
- 本同宏成（准教授） - 結晶学・結晶成長学・食品物理学
- 牧野正和（教授・学生部副部長） - 物性化学・物理化学
- 増田修一（教授・副学部長） - 食品衛生学・環境衛生学
- 三浦進司（教授・食品栄養環境科学研究院長[注釈 2]・薬食生命科学総合学府長[注釈 3]） - 運動生理学・運動生化学・エネルギー代謝・栄養化学・分子栄養学
- 三好規之（教授） - 食品機能学・細胞生物学・分子生物学・質量分析
- 森主一（名誉教授） - 生態学・時間生物学
- 森田全（名誉教授） - 環境微生物学・細胞性免疫学
- 横越英彦（名誉教授） - 栄養化学・栄養神経科学
- 横田勇（名誉教授） - 環境影響評価・環境政策

#### 国際関係学部
- 青山知靖（助教） - メディアコミュニケーション論・情報教育
- 赤石壽美（名誉教授） - 家族法・日本法制史・社会保障法
- 浅間哲平（講師） - フランス文学・フランス文化
- 有泉學宙（名誉教授） - 英米文学
- 飯野勝己（准教授） - 哲学・言語哲学・コミュニケーション論・メディア論・メディア倫理
- 飯野光浩（講師） - 開発経済学・開発援助論・国際経済関係論
- 石井由香（教授） - 国際社会学・エスニシティ研究・マイグレーション研究・地域研究（マレーシア・オーストラリア）
- 石川准（名誉教授）- 社会学・支援工学・障害学
- 石川義道（講師） - 国際経済法
- 伊豆見元（名誉教授・附属現代韓国朝鮮研究センター名誉センター長） - 北東アジア政策・安全保障
- 稲田晴年（名誉教授） - フランス現代小説・フランス現代哲学
- 犬塚協太（教授・男女共同参画推進センター長） - 家族社会学・ジェンダー社会学・歴史社会学
- 梅本哲也（名誉教授） - 国際政治
- 小黒啓一（名誉教授） - 開発経済・国際貿易論・アジア経済
- 小幡壮（名誉教授） - 文化人類学・東南アジア文化論
- 金井壽男（名誉教授） - ヨーロッパ思想
- 木澤景（准教授） - 倫理学・日本倫理思想史
- 鬼頭宏（名誉教授） - 日本経済史・歴史人口学
- 栗田和典（教授） - 西洋史学（18世紀イギリス史）
- 剣持久木（教授・国際関係学研究科比較文化専攻長[注釈 4]） - フランス現代史・歴史認識
- 小窪千早（講師） - フランス現代政治・欧州統合・欧州の外交安全保障
- 小谷民菜（准教授） - ドイツ文学
- 五島文雄（教授） - 国際関係論・地域研究・政治学
- 湖中真哉（教授・国際関係学研究科国際関係学専攻長[注釈 5]・附属グローバル・スタディーズ研究センター長） - アフリカ地域研究・グローバリゼーション研究・人類学
- 小針進（教授・附属現代韓国朝鮮研究センター長） - 現代韓国朝鮮社会論・北東アジア地域研究
- 小松俊典（名誉教授） - 英語学・英語教育
- 小谷野俊夫（名誉教授） - 国際金融・金融政策
- 酒井彩（准教授） - 日本語教育
- 榊正子（名誉教授） - 英文学
- 嵯峨隆（名誉教授） - 中国政治史
- 坂巻静佳（准教授） - 国際法
- 佐藤真千子（准教授） - アメリカ政治・アメリカ外交・アメリカ歴史・国際政治
- 澤崎宏一（准教授） - 文処理・第二言語習得
- 澤田敬人（准教授） - 比較国際教育学・教育社会学・オセアニア研究・多文化社会研究・情報文化研究
- 塩﨑悠輝（准教授） - イスラーム学・地域研究
- 島田剛（准教授） - 国際経済学・開発経済学・産業開発・ソーシャルキャピタル・国連研究
- 鈴木さやか（講師） - 日本古典文学
- 須田孝司（准教授） - 第二言語習得理論・心理言語学
- 諏訪一幸（教授） - 現代中国・日中関係
- 関森勝夫（名誉教授） - 日本文学
- 園田明人（教授） - 心理学
- 高木桂蔵（名誉教授） - 華僑論、現代東南アジア論
- 高嶋健一（名誉教授） - 教育心理学
- 高橋徹（名誉教授） - 知識社会学、文化社会学
- 高畑幸（准教授・キャリア支援センター副センター長） - 都市社会学・都市エスニシティ・国際移動論・在日外国人問題
- 高原博（名誉教授） - 倫理学
- 武田修一（特任教授） - 意味論・語用論・文法論
- 竹部歩美（講師） - 国語学・国語史
- 田村敏広（准教授） - 言語学・英語学・認知言語学・意味論・語用論
- 津富宏（名誉教授） - 犯罪学・刑事政策・評価研究・青少年支援・社会参加
- 寺尾康（教授・学生部副部長） - 心理言語学・音韻論・認知科学
- 冨澤かな（准教授） - 宗教学・インド研究・死生学
- 富沢寿勇（教授・国際関係学研究科長・グローバル地域センター副センター長） - 文化人類学・東南アジア地域研究
- 中川芳雄（名誉教授） - 国文学
- 奈倉京子（准教授） - 文化人類学・中国地域研究
- 西山克典（名誉教授） - ロシア近代史・ロシア現代史
- 橋川裕之（講師） - 西洋中世史・ビザンティン帝国史・ギリシャ文化史
- 橋本勝（教授） - 教育社会学
- 畑光夫（名誉教授） - アメリカ文学
- 平山洋（助教）- 倫理学・日本思想史学
- マティアス・ファイファー（准教授） - 大衆文化・戦争映画・戦争文学・文化哲学
- 二羽泰子（講師） - 解放社会学・クロスマイノリティ研究・文化変容
- 古川光明（教授） - 国際協力・アフリカ地域研究・国際関係論
- 細川光洋（教授） - 日本近代文学・国語科教育法
- 堀内賢志（准教授） - 国際関係論・比較政治・ロシア地域研究
- 前坂俊之（名誉教授） - ジャーナリズム論・マスコミ論・国際コミュニケーション論
- 前山亮吉（教授・学部長） - 比較政治学・日本政治史・政治制度論
- 松浦直毅（助教） - 人類学・アフリカ地域研究
- 松本克己（名誉教授） - 西洋古典語・印欧比較言語学・言語類型論
- 松森奈津子（准教授） - 政治思想史・地域研究（スペイン）・国際関係論
- 水野かほる（准教授） - 日本語教育・社会言語学
- 宮崎晋生（講師） - 経営学・国際経営論
- 宮田律（准教授） - 現代イスラム地域研究・途上国の国際政治・イラン現代史・現代政治
- 森直香（講師） - スペイン文学・比較文学・スペイン語教育
- 森山優（教授） - 日本近現代史（政治・外交史）
- 山下光（教授） - 国際政治学
- 山本健介（講師） - 中東地域研究・国際政治学
- 横山英（名誉教授） - 国文学
- 吉田真樹（准教授） - 倫理学・日本倫理思想史
- 米野みちよ（教授） - 音楽学・文化人類学・移民研究・アジア研究・東南アジア研究・フィリピン研究
- 米山優子（講師） - イギリス文化・イギリス文学・社会言語学
- 渡邉聡（教授・副学部長） - 社会心理学・社会学

#### 経営情報学部
- 青山英男（名誉教授） - 財務会計学
- 天野政紀（助教） - 函数論・複素解析学・タイヒミュラー空間論
- 天野ゆかり（講師） - 介護福祉論・臨床倫理・医療介護人材
- 池田哲夫（名誉教授） - データ工学・情報検索・GIS
- 井本智明（助教） - 統計科学・環境統計
- 岩﨑邦彦（教授・附属地域経営研究センター長） - マーケティング
- 上野雄史（教授） - 財務会計
- 上原克仁（准教授） - 人的資源管理論・労働経済学・人事経済学
- 内海佐和子（教授） - 都市計画・建築計画
- シャーザド・ウディン（客員教授） - 会計学
- 大久保あかね（教授） - 観光文化論・宿泊産業論
- 大久保誠也（准教授） - 情報セキュリティ・量子計算
- 大坪檀（名誉教授） - マーケティング論・経営戦略論
- 沖本まどか（講師） - 国際貿易論・ミクロ経済学・戦略的貿易政策
- 落合康裕（教授） - 経営戦略・事業承継・ファミリービジネス
- アムナー・カウクルアムアン（准教授） - 観光科学
- 影山喜一（名誉教授） - 経営管理論・組織論
- 笠原民子（講師） - 国際経営・国際人的資源管理・グローバル人的資源管理
- 勝矢光昭（名誉教授） - 情報物理学
- 岸昭雄（准教授） - 土木計画学・都市経済学
- 北上真一（特任教授） - 観光ビジネス
- 木村綾（講師） - 地域福祉・コミュニティワーク
- 小出義夫（名誉教授） - 高エネルギー素粒子理論物理学
- 国保祥子（准教授） - 組織マネジメント・ソーシャルビジネス
- 小西敦（教授・附属政策研究センター長） - 行政学・行政法・財政学・地方自治
- 鈴木直義（名誉教授） - 情報教育・遠隔教育・教育工学・地域組織情報化・情報通信ネットワーク技術・代数学・可換環論
- 竹下誠二郎（教授） - 比較ガバナンス・日本多国籍企業の戦略・国際経営
- 玉利祐樹（講師） - 社会心理学・計量心理学・消費者行動・行動意思決定論
- 千尾将（名誉教授） - マーケティング論・経営戦略論
- 中村義作（名誉教授） - 組合せ数学・有限数学・経営数学
- 西田在賢（名誉教授） - 医療福祉経営学・経営情報システム論
- 西野勝明（名誉教授） - 地域経済学・産業構造論・公共経営論
- 野口理子（助教） - 行動経済学・健康
- 野田孜（名誉教授） - 理論経済学・統計学
- 林周二（名誉教授） - 流通論
- 東野定律（教授） - 介護保険・介護情報・社会福祉学
- 藤本健太郎（教授） - 社会保障政策論
- 松岡清志（講師） - 行政学・公共政策・地方自治
- 武藤伸明（教授・学部長） - 組合せ論・グラフ論・観光情報学
- 森勇治（准教授） - 管理会計論・起業家論・イノベーション論
- 八木健祥（教授・経営情報イノベーション研究科長[注釈 6]・附属ツーリズム研究センター長） - 観光政策論・交通経済学・金融論
- 湯瀬裕昭（教授・附属ICTイノベーション研究センター長・情報センター長） - 情報教育・防災情報システム・福祉情報工学
- 六井淳（教授） - 人工知能・機械学習・知能情報処理・音楽情報処理・動画像処理・圧縮符号化
- 渡邉貴之（教授） - 計算機援用工学・電子設計自動化・並列分散処理・数値シミュレーション

#### 看護学部
- 荒井孝子（教授） - 基礎看護学
- 井上健一郎（教授） - 環境免疫毒性学・呼吸器病学・アレルギー学
- 木村正人（名誉教授） - 内科学・腎臓病学
- 杉山眞澄（准教授） - 公衆衛生看護学
- 鈴木千智（准教授） - 公衆衛生看護
- 鈴木和香子（准教授） - 小児看護学
- 篁宗一（教授） - 精神保健学・精神看護学
- 田中範佳（教授） - 周術期看護学・急性期看護学・臨床看護とデザイン学
- 永井洋子（名誉教授） - 臨床心理学
- 西垣克（名誉教授） - 国際保健学・地域医療・病院管理
- 林みよ子（教授） - クリティカルケア看護・脳卒中看護・家族看護
- 深江久代（特任教授） - 公衆衛生看護
- 堀芽久美（准教授） - 保健統計学・がん疫学
- 前野真由美（講師） - 成人看護学
- 操華子（教授） - 感染管理・感染症看護・感染予防技術・基礎看護学
- 山下早苗（教授） - 小児がん看護・小児看護における倫理・小児看護教育
- 山田紋子（教授・看護学研究科長[注釈 7]） - がん看護・周術期看護
- 渡邉順子（特任教授） - 基礎看護学・看護教育学・看護管理学

### 大学院

#### 薬学研究院
- 浅井章良（教授[注釈 8]・附属創薬探索センター長） - 創薬科学・腫瘍治療学・ケミカルバイオロジー
- 小郷尚久（講師[注釈 9]） - 創薬化学・ケミカルバイオロジー・化合物ライブラリー
- 澤田潤一（准教授[注釈 10]） - 分子生物学・ケミカルバイオロジー・生化学・分子細胞生物学
- 山田静雄（特任教授・附属薬食研究推進センター長） - 薬物動態学・薬効解析学
- 山田浩（特任教授） - 臨床薬理学・神経内科学・内科学・医薬品情報学・臨床統計学・創薬育薬医学

#### 食品栄養環境科学研究院
- 佐野満昭（附属茶学総合研究センター客員研究員） - 食品学・食品機能学
- 中村順行（特任教授[注釈 11]・附属茶学総合研究センター長） - 育種学・作物学・茶学
- 若林敬二（特任教授・附属食品環境研究センター長） - 環境発がん・がん予防

#### 国際関係学研究科
- 奥薗秀樹（准教授[注釈 12]） - 現代韓国政治外交・朝鮮半島をめぐる国際関係
- 下條尚志（助教[注釈 13]） - 東南アジア地域研究・社会史・歴史人類学
- 孫暁剛（准教授[注釈 12]） - 生態人類学・人文地理学・アフリカ地域研究
- 長野明子（教授[注釈 14]） - 言語学・英語学・対照言語学・形態論・語形成
- 那須野絢子（附属広域ヨーロッパ研究センター客員研究員） - 幻想文学
- 浜由樹子（准教授[注釈 12]） - 国際政治学・国際関係史・ロシア地域研究
- マリア・ロザリオ・ピケロ・バレスカス（附属グローバル・スタディーズ研究センター客員研究員） - 地域研究・ジェンダー
- アンドレイ・ポポフ（附属広域ヨーロッパ研究センター客員研究員） - モルドバ
- 六鹿茂夫（名誉教授[注釈 15]） - 国際政治学・広域ヨーロッパ国際政治・黒海国際関係・ルーマニア研究・モルドヴァ研究

#### 看護学研究科
- 太田尚子（教授[注釈 16]・看護学部長[注釈 17]） - 母性看護学・助産学

### 短期大学部

#### 一般教育等
- 有元志保（講師） - イギリス文学
- 石塚典子 - 栄養学・生理学
- 岩崎鐵志（名誉教授） - 洋学史・国学史
- 上田一紀（講師） - 社会情報学・情報法学
- 大杉繁（名誉学長） - 土壌学
- 佐々木崇暉（名誉教授） - 地域経済学
- 佐藤彰（名誉教授） - 国文学・近世文学
- 竹下典子 - 栄養学・生理学
- 鶴橋俊宏（名誉教授） - 国語学
- 内藤初枝（准教授） - 高齢者栄養学・介護食・食育指導・糖尿病食事管理
- 中村明（名誉教授） - 細胞遺伝学
- 野嶋秀子（講師） - 溶液化学・物理化学
- 原田茂治（名誉教授） - 物理化学

#### 歯科衛生学科
- 仲井雪絵（教授） - 小児歯科学・社会歯科学・行動科学・母子歯科保健
- 吉田直樹（教授・副部長） - 歯科医学・歯周治療学

#### 社会福祉学科
- 奥田都子（准教授） - 家族関係学・家族生活史・家政学原論・生活経営学
- 木林身江子（准教授） - 介護福祉
- 佐々木隆志（教授） - 社会福祉・老人福祉
- 佐々木将芳（講師） - 社会福祉学・児童家庭福祉・障害児者福祉・発達支援
- 立花明彦（教授・部長） - 障害者福祉・視覚障害者福祉リハビリテーション・障害者への図書館サービス
- 松平千佳（准教授） - ソーシャルワークの発達史と方法論・Hospital Playに関する分野・家族に対する支援に関する分野

#### こども学科
- 足立里美（准教授） - 保育学
- 漁田俊子（教授） - 認知心理学・認知科学・情報学・発達心理学・保育学
- 小林佐知子（教授） - 心理学
- 副島里美（准教授） - 保育学
- 永倉みゆき（教授） - 児童学・保育学
- 藤田雅也（准教授） - 美術教育
- 朴淳香（教授） - 身体教育学
- 松浦崇（准教授） - 児童家庭福祉・教育福祉・社会的養護
- 山本学（講師） - 音楽・音楽教育学・保育の表現領域

### 附属機関

#### 言語コミュニケーション研究センター
- 相羽千州子（特任講師） - 内容言語統合型学習・早期英語教育・英語教授法・第二言語習得
- エカテリナ・アルシャフスカヤ（特任講師） - 第二言語習得研究・英語教授法・応用言語学・統語論・メディア研究
- 小田透（特任講師） - 比較文学・批判理論・翻訳理論
- 藤森敦之（特任准教授・センター長） - 第二言語習得研究・言語学・実験言語学
- 吉村紀子（客員教授） - 統語論・形態意味論・第二言語習得・教育言語学

#### グローバル地域センター
- 粟倉大輔（特任助教） - 日本経済史・日本産業史・茶業史
- 尾池和夫（名誉教授） - 地震学
- 小川和久（特任教授） - 外交・安全保障（平和構築）・危機管理
- 柯隆（特任教授） - 中国経済論・開発金融論
- 鴨川仁（特任准教授） - 複雑系と電磁波伝搬・非平衡統計物理と破壊
- 酒井敏（特任教授・副学長） - 地球流体力学
- 東郷和彦（客員教授） - 国際政治
- 楠城一嘉（特任准教授） - 地球科学・地震学・リスク共生学
- 西恭之（特任助教） - 国際安全保障論・危機管理
- 濱下武志（特任教授・副センター長） - 東アジア近代史・経済史

### 事務局

#### 教育研究推進部
- 中嶋圓（特任准教授・地域・産学連携推進室室長・学長補佐） - 地域連携・産学連携

## 著名な在校生
- 稲守朋子（テコンドー選手）

## OB・OG
複数の肩書きを所持する場合、現職、元職を問わず最も著名な経歴を記載している。

### 政界
- 大島令子（衆議院議員）

### 官界
- 安倍道治（厚生労働省医薬局審査管理課課長）

### 財界
- 内田貞夫（和光堂社長）
- 岡村幸彦（アイセイ薬局社長）
- 木下俊也（日本OTC医薬品協会生薬製品委員会委員長）
- 近藤隆（三生医薬社長）
- 阪口あき子（シンプルウェイ代表取締役）
- 坂下光明（日産化学工業取締役）
- 土井茂（アークレイ社長）
- 横倉輝男（ヤクルト本社専務）

### 研究者・学者
- 青山知靖（静岡県立大学国際関係学部助教）
- 浅井知浩（静岡県立大学薬学部講師）
- 井口和明（静岡県立大学薬学部講師）
- 池田潔（広島国際大学薬学部教授）
- 石井剛志（神戸学院大学栄養学部准教授）
- 石井康子（静岡県立大学薬学部講師）
- 石塚典子（静岡県立大学短期大学部一般教育等准教授）
- 伊藤圭祐（静岡県立大学食品栄養科学部助教）
- 伊藤由彦（静岡県立大学薬学部講師）
- 稲井誠（静岡県立大学薬学部講師）
- 伊吹裕子（静岡県立大学環境科学研究所准教授）
- 岩本憲人（静岡県立大学薬学部講師）
- 内田信也（静岡県立大学薬学部准教授）
- 宇野勝次（福山大学薬学部教授）
- 海野けい子（静岡県立大学薬学部准教授）
- 瓜生原葉子（同志社大学商学部教授、同志社大学ソーシャルマーケティング研究センター長）
- 大石悦男（静岡県立大学環境科学研究所教授）
- 大原裕也（静岡県立大学食品栄養科学部助教）
- 小郷尚久（静岡県立大学大学院薬学研究院講師）
- 尾上誠良（静岡県立大学薬学部准教授）
- 賀川義之（静岡県立大学薬学部教授）
- 影山葉子（浜松医科大学医学部准教授）
- 風間舜介（静岡県立大学薬学部講師）
- 加治屋勝子（山口大学大学院医学系研究科助教）
- 柏倉康治（静岡県立大学薬学部講師）
- 刀坂泰史（静岡県立大学薬学部講師）
- 金子史彦（信州大学教育学部准教授）
- 金子雪子（静岡県立大学薬学部講師）
- 木苗直秀（静岡県立大学学長・静岡県立大学短期大学部学長）
- 木林身江子（静岡県立大学短期大学部社会福祉学科准教授）
- 木村良平（静岡県立大学薬学部教授）
- 栗木清典（静岡県立大学食品栄養科学部准教授）
- 小出裕之（静岡県立大学薬学部准教授）
- 五島綾子（静岡県立大学経営情報学部教授）
- 佐藤秀行（静岡県立大学薬学部准教授）
- 佐野満昭（名古屋女子大学家政学部教授）
- 佐原秀子（静岡県立大学短期大学部一般教育等講師）
- 篠塚和正（武庫川女子大学薬学部教授）
- 島崎敢（早稲田大学人間科学学術院助教）
- 榛葉繁紀（日本大学薬学部教授）
- 杉山清（星薬科大学薬学部教授）
- 杉山眞澄（静岡県立大学看護学部准教授）
- 鈴木隆（静岡県立大学薬学部教授）
- 鈴木美希（静岡県立大学薬学部助教）
- 鈴木康夫（中部大学生命健康科学部教授）[注釈 18]
- 鈴木康夫（兵庫大学健康科学部教授）[注釈 19]
- 鈴木由美子（上智大学理工学部准教授）
- 鈴木和香子（静岡県立大学看護学部准教授）
- 外角直樹（久留米大学医学部講師）
- 高橋忠伸（静岡県立大学薬学部講師）
- 髙橋令子（静岡英和学院大学短期大学部食物学科准教授）
- 竹澤正哲（北海道大学大学院文学研究院教授）
- 竹下典子（静岡県立大学短期大学部一般教育等准教授）
- 武田厚司（静岡県立大学薬学部教授）
- 玉野春南（静岡県立大学薬学部特任講師）
- 谷澤久之（広島女学院大学生活科学部教授）
- 坪井秀次（浜松学院大学現代コミュニケーション学部講師）
- 寺田護（浜松医科大学医学部教授）
- 内藤初枝（静岡県立大学短期大学部一般教育等准教授）
- 内藤博敬（静岡県立大学環境科学研究所助教）
- 中嶋圓（静岡県立大学学長補佐）
- 中村一基（武庫川女子大学薬学部准教授）
- 那須野絢子（常葉大学外国語学部助教）
- 野嶋秀子（静岡県立大学短期大学部一般教育等講師）
- 長谷川隆一（国立医薬品食品衛生研究所医薬安全科学部部長）
- 橋本梧郎（サンパウロ博物研究会顧問）[注釈 20]
- 林久由（静岡県立大学食品栄養科学部准教授）
- 林秀樹（静岡県立大学薬学部講師）
- 平井啓太（静岡県立大学薬学部講師）
- 平林義雄（理化学研究所脳科学総合研究センター神経膜機能研究チームヘッド）
- 藤森敦之（静岡県立大学言語コミュニケーションセンターセンター長）
- 前田利男（静岡県立大学薬学部准教授）
- 前村文博（宇都宮美術館学芸員）
- 増田修一（静岡県立大学食品栄養科学部准教授）
- 松浦寿喜（武庫川女子大学生活環境学部教授）
- 丸山真純（長崎大学経済学部准教授）
- 三浦進司（静岡県立大学食品栄養科学部准教授）
- 三浦基靖（静岡県立大学薬学部講師）
- 美尾浩子（静岡県立大学国際関係学部教授）
- 南彰（静岡県立大学薬学部講師）
- 三好規之（静岡県立大学食品栄養科学部准教授）
- 三輪匡男（静岡県立大学名誉教授）
- 六車由実（東北芸術工科大学芸術学部准教授）
- 村松郁延（福井大学名誉教授）
- 甕暁子（モンゴル文化教育大学日本語学科主任）
- 森下真衣（森下・アジャイル研究所所長）
- 森田全（静岡県立大学環境科学研究所所長）
- 山口正義（エモリー大学医学部 Adjunct Professor）
- 山田重行（千葉大学看護学部教授）
- 山田静雄（静岡県立大学薬学部教授）
- 山梨智也（鈴与総合研究所食品・医薬品研究所研究員）
- 吉本光希（明治大学農学部准教授）
- 米澤正（静岡県立大学薬学部講師）
- 李遠哲（ローマ教皇庁科学アカデミー会員）[注釈 20]
- 若林敬二（国立がん研究センター研究所所長）

### 文学
- 大山くまお（著述家）
- 金子稚子（編集者）
- 中川早紀（編集者）
- 深沢恵（小説家）
- 山川里海（劇作家）
- 渡辺美輪（川柳家）

### 芸能
- 太田克樹（歌手）
- 粕谷奈美（俳優）
- 中村京子（俳優）

### スポーツ
- 片井文乃（プロボウリング選手）
- 堂森佳南子（車いすテニス日本代表選手）

### マスコミ
- 浅野正紀（日本放送協会アナウンサー）
- 小林千鶴（ラジオ福島アナウンサー）
- 長谷川玲子（フリーアナウンサー、元静岡放送）
- 原田裕見子（静岡朝日テレビアナウンサー）

### その他
- 梶原公子（高等学校教員）
- 菅真理子（主婦）
- 土肥潤也（トリナス代表）
- 森田太郎（サラエヴォ・フットボール・プロジェクト代表）